# Макрис (жена Лисимаха)
Макрис (др.-греч. Μηκρίδης) — предполагаемое имя жены или наложницы Лисимаха.
Лисимах, чтобы упрочить свое положение среди одрисов, живших по соседству с его царством, взял в супруги (или наложницы) принцессу из этого народа. По замечанию С. Ю. Сапрыкина, брачный союз был заключен до 300 года до н. э., когда Лисимах женился на племяннице Дария III Амастриде. Как отметил российский исследователь И. Лазаренко, на основании имеющихся материалов пока невозможно определить, к какому знатному фракийскому дому принадлежала эта принцесса. Она могла быть сестрой или дочерью Севта III, что объясняет отсутствие вооружённых столкновений между Лисимахом и Севтом после 312 года до н. э. Но она могла быть родственницей (например, сестрой) Спартока из Кабиле, к концу второго десятилетия III века до н. э. являвшегося могущественным династом к югу от Гема.
Хелен Лунд датировала женитьбу Лисимаха с одрисской 312 годом до н. е. и приурочивала её к подписанию мирного договора между диадохом и Севтом III. Предположительно, тогда же одрисский правитель женился на Беренике, дочери Лисимаха.
Согласно Павсанию, у Лисимаха и одриски родился сын Александр, хотя Полиэн называет матерью Александра Амастриду.
И. Дройзен указывал, что одриска носила имя Макрис. Однако, по замечанию современных исследователей, например, Бранко ван Оппена, по всей видимости, в распоряжении немецкого историка была неточная копия античного источника.